# 起宿
座標: 北緯35度18分22秒 東経136度44分12秒 / 北緯35.3060度 東経136.7367度

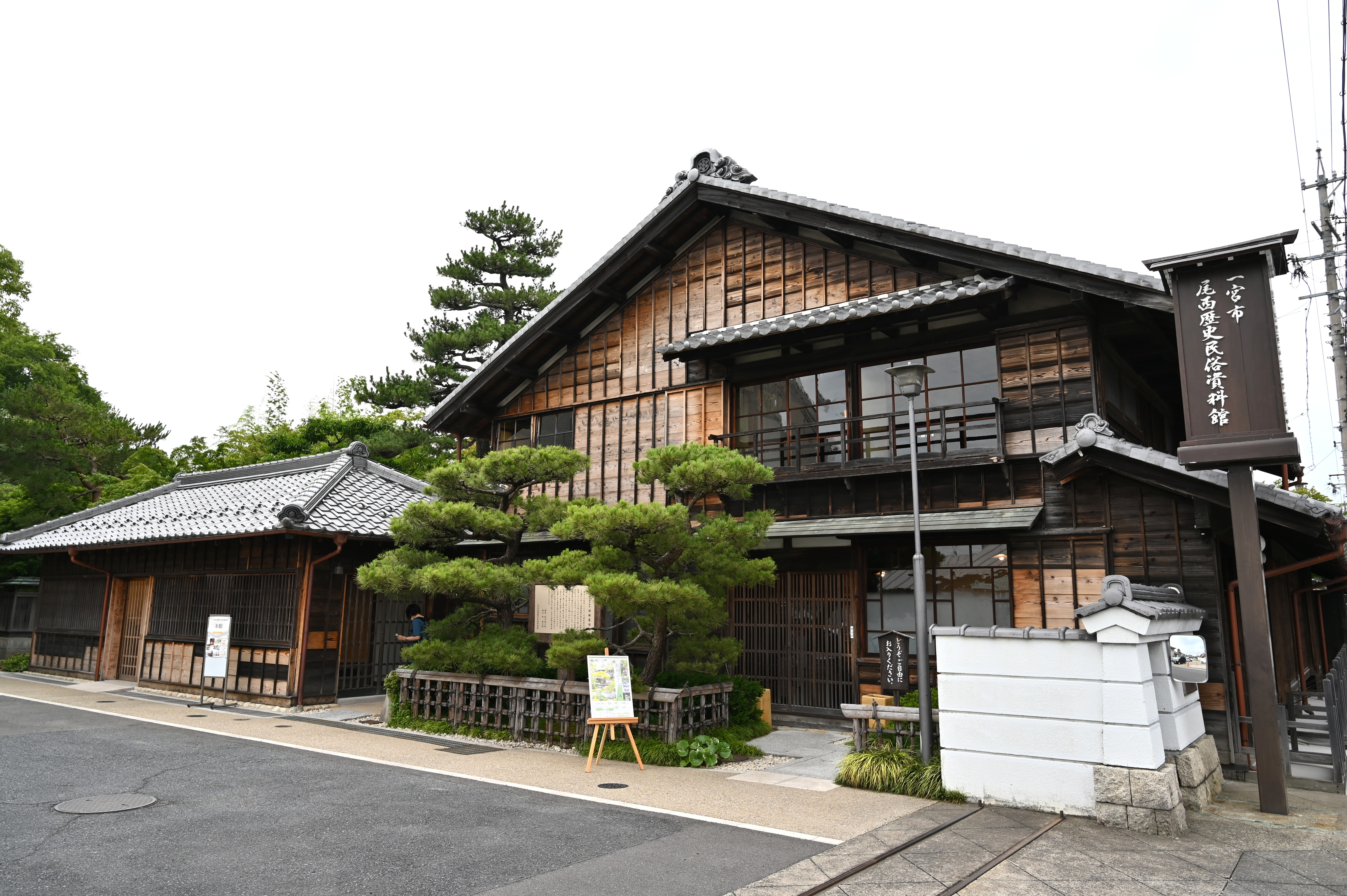
脇本陣跡地にある旧林家住宅（現一宮市尾西歴史民俗資料館）

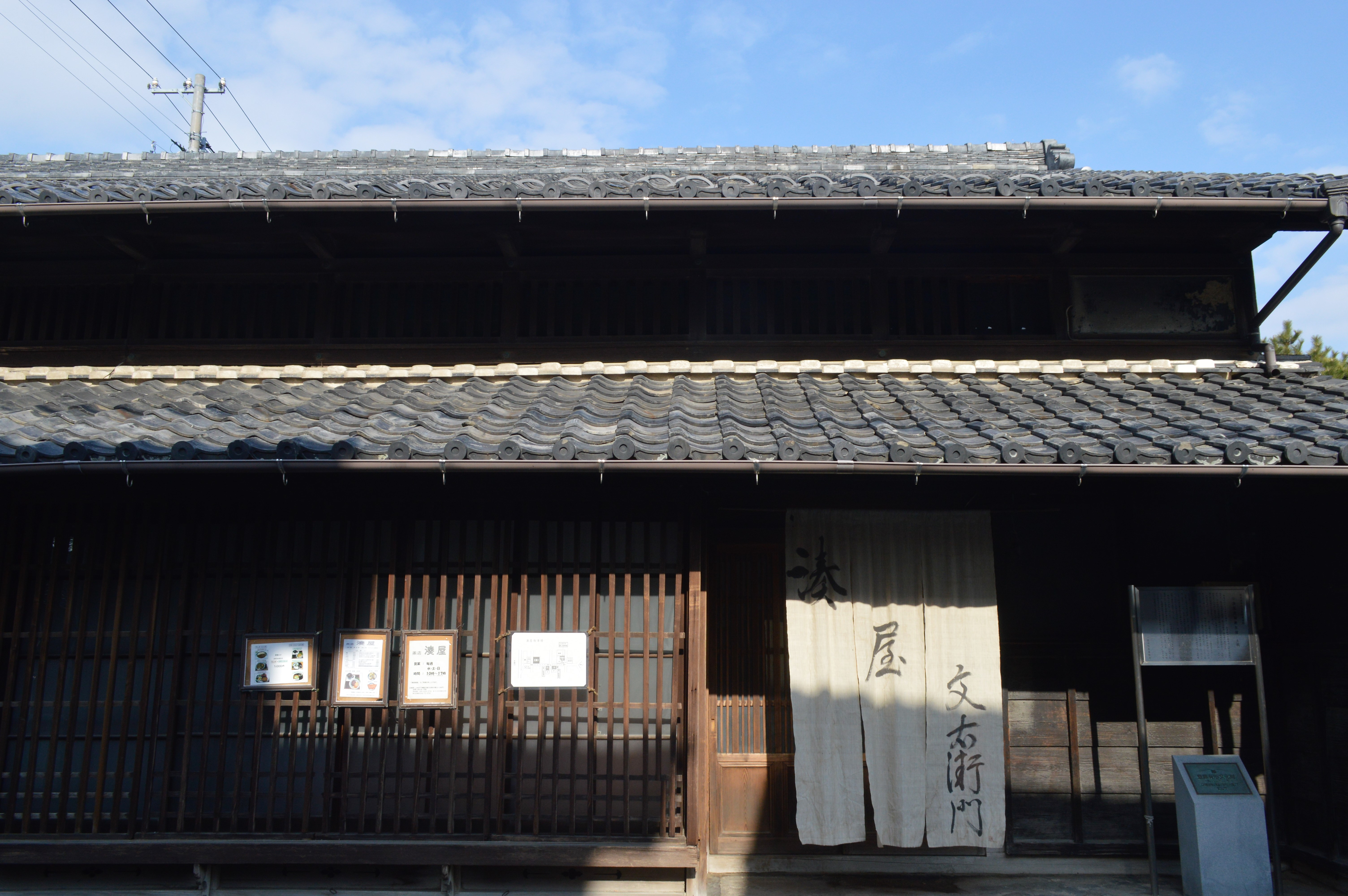
茶店湊屋（旧湊屋兼主屋）

起宿（おこしじゅく）は、美濃路の宿場である。現在の愛知県一宮市起（おこし）にある。

## 概要
木曽川沿いにあり尾張国と美濃国の境にあたる。木曽川に設けられた起渡船場は、上の定渡船場、中の宮河戸、下の船橋河戸の3ヶ所の渡し船が設置されていた。船橋河戸には、将軍上洛時と朝鮮通信使が通る時に、270隻の船を使用した長さ約800mの船橋が架けられた。

## 最寄り駅
近くに鉄道駅はない。強いて挙げるなら名鉄尾西線の奥町駅。
最寄バス停は名鉄バス「起」バス停留所（名鉄一宮駅よりバスがある）。
かつては八幡町駅（新一宮駅西）～起駅の間に、路面電車（名鉄起線）が運行されていた。乗客数の増加傾向はみられたが、複線化などの輸送力増強が敷地や予算の問題から困難であったため、1953年（昭和28年）に廃止された。

## 史跡・みどころ
- 本陣跡
  - 本陣の11代目である加藤磯足は本居宣長の門人。
- 脇本陣（林家、立教大学名誉教授・林英夫の生家である。一宮市尾西歴史民俗資料館別館）
  - 脇本陣は1891年（明治24年）の濃尾地震で倒壊。現存する建物は地震の翌年に起宿脇本陣の跡地に再建されたもの。江戸時代後期の建築がほぼ残る。
- 旧湊屋
  - 起渡船場の湊屋。現在では茶店が構えられている。

## 隣の宿
美濃路
萩原宿 - 起宿 - 墨俣宿
※ 起宿と墨俣宿の間の南宿村（現・羽島市足近町南宿）には、間の宿が設置されていた。

## 関連文献
- 宮川充史「参勤交代における美濃路利用 : 美濃路起宿の事例から」『交通史研究』第80巻、交通史学会、2013年、90-105頁、doi:10.20712/kotsushi.80.0_90。